# Kostel Reformované křesťanské církve (Žíp)
Kostel Reformované křesťanské církve v obci Žíp je gotická sakrální stavba nacházející se na vyvýšené poloze v této obci v rimavskosobotském okrese v Banskobystrickém kraji.
Nevelký, původně římskokatolický kostelík (zasvěcený Panně Marii), patřící dnes místnímu sboru Reformované křesťanské církve na Slovensku, je díky zachované architektuře a nástěnné výmalbě interiéru nejcennější historickou památkou v obci.

## Historie vzniku
Obec Žíp leží v údolí řeky Blh východně od okresního města nedaleko hlavní silnice spojující jih středního a východního Slovenska. Území bylo osídleno již v dávných dobách. Vzpomíná se v seznamu papežských desátků pod pojmenováním YSYP, později ISEPH a ISEYD. Předpokládá se, že jméno je odvozeno od jména některého z majitelů zdejších panství.
V archivních dokumentech z let 1332 – 1337 se vzpomíná existence církevní obce zasvěcené Blahoslavené Panně Marii.
Na konci 14. století se obec s okolím stala součástí panství rodu Séčiovcov. V pozdějších dobách vícekrát změnila majitele.
O vzniku kostela nejsou žádné archivní záznamy. Nynější stavba kostelíka není původní. V minulosti na tomto místě stála starší románská stavba, jakých bylo v okolí několik.
Pravděpodobně kolem poloviny 14. století zde na jejím místě postavili kostelík v gotickém slohu a po dokončení jej vyzdobili, podle dobových a místních zvyklostí, nástěnnými malbami. Podle výzkumů víme, že v minulosti byl kostel obehnán ohradní zdí.
Po druhé světové válce byl kostel ve velmi špatném stavu a to i po statické stránce. Východní část kostela – presbytář – se od hmoty kostela oddělovala. Otvor vítězného oblouku byl zazděn, protože hrozil zřícením. Zdi nejstarší části – sanktuária – byly na dvou místech prasklé a této části dokonce hrozila zkáza. Před úplným zánikem ho zachránil objev nástěnných maleb, které jsou dodnes nejcennějším artefaktem kostela. Pod novějšími nátěry byly náhodou objeveny malby postav a to nejen ve svatyni ale i na vítězném oblouku či na stěnách lodi. Zejména tato skutečnost podnítila komplexní rekonstrukci objektu
V sanktuáriu se ve spodních partiích zachovaly fresky, které byly paradoxně zachovány v poměrně dobrém stavu.
Původně kostel patřil katolíkům, ale během období reformace v 17. století jej převzali kalvinisté, kterým patří do současnosti. Kostel si podle potřeb přizpůsobili svým liturgickým potřebám.

## Vzhled kostelíka
Kostel Reformované církve zabírá temeno nevysokého kopečka na severním okraji obce. Je to jednolodní stavba s polygonální apsidou. Zastřešená je sedlovou střechou pokrytou dřevěným šindelem. Hmota stavby je na nárožích západní strany a u severního zdi zesílená opěrnými pilíři.
Do kostelíka se vstupuje přes jižní dřevěnou předsíň zdobenou ve stylu venkovské gotiky.
Strop lodi je pokryt barokním deskovým malovaným stropem zdobeným šablonovou ornamentikou. Tvoří ho osmdesát kazet navzájem oddělených lištami a vyplněných rostlinnými a abstraktními motivy. Střed stropu tvoří velká kazeta, na níž jsou namalované měsíc, slunce a hvězdy.
Dřevěná empora je situována na třech stranách na středním parapetu a obsahuje malbu dvou poletujících troubících andělů držících roztažený baldachýn s nápisem. Zajímavým interiérovým doplňkem je baldachýnová stříška, visící nad kazatelnou, tvarem připomínající dřevěný vyřezávaný lustr.
Nejvzácnějším historickým artefaktem jsou dnes už jen zbytky výmalby původně větších ploch (podobně jako je tomu v dalších kostelech Gemera). Na vítězném oblouku na straně presbytáře jsou rozeznatelné figury pěti moudrých a pěti nemoudrých panen, ve středu se sedící žehnající postavou Krista. Na ostění vítězného oblouku vlevo se nachází freska svatého Štěpána s atributy moci; na levé straně se malba nedochovala. Vrchní části ostění obsahují malby trojic postav.
Na spodní části zdiva ve svatyni se zachovaly malované závěsy.
Na západní straně kostela stojí barokní dřevěná hranolová zvonice z roku 1750. Zajímavým stavebním doplňkem je dřevěný zastřešený ochoz, kterým je zvonice spojena s kostelem. Zvonice měla původně dvojcibulové zastřešení. Následkem požáru ho odstranili a upravili do dnešní podoby. Do vazby zvonice byly vmontovány dva zvony; starší pochází z roku 1749 a mladší z roku 1922.
Kalvínský, dodnes funkční kostel v Žípe patří do souboru vzácných románsko-gotických kostelíků, kterými se region Gemera může pochlubit. Oproti dalším podobným stavbám v regionu je však méně známý a tedy méně vyhledávaný. Přesto patří k pamětihodnostem zasluhujícím si pozornost.